# 黃明秀
黃明秀（：／ Hwang Myeong-soo，1927年4月29日—2020年7月1日），韩国政治人物，前国会议员。

## 生平
1927年生于忠清南道溫陽，本贯昌原黄氏。1953毕业于東國大學政治学系，获学士学位。1973年代表新民党当选第九届韩国国会议员。之后又当选第十一、十三、十四届国会议员。曾任第十三届国会卫生与社会事务委员会主任，第十四届国会国防委员会主任，民主化推进协议会常任运营委员、干事长等职。1990年代后，历任新政治國民會議副总裁、新千年民主党顾问、《忠清新闻》会长等职。2020年7月1日逝世。